# Kōtarō Nakao
Kōtarō Nakao (jap. 中尾 幸太郎, Nakao Kōtarō; * 8. Juni 1969 in der Präfektur Nagasaki) ist ein ehemaliger japanischer Fußballspieler.

## Karriere
Nakao erlernte das Fußballspielen in der Schulmannschaft der Kunimi High School und der Universitätsmannschaft der Osaka University of Commerce. Seinen ersten Vertrag unterschrieb er 1992 bei Kawasaki Steel (heute: Vissel Kobe). Der Verein spielte in der zweithöchsten Liga des Landes, der Japan Football League. 1996 wurde er mit dem Verein Vizemeister der Japan Football League und stieg in die J1 League auf. Für den Verein absolvierte er 75 Spiele. Danach spielte er bei Sagawa Express Tokyo, Sagawa Express Osaka und FC Mi-O Biwako Kusatsu. Ende 2007 beendete er seine Karriere als Fußballspieler.